# Língua enauenê-nauê
A língua enauenê-nauê (enawenê-nawê) ou salumã é uma língua da família aruaque, similar à língua pareci, falada majoritariamente pelo povo homônimo, que ocupa as margens do rio Iquê, no noroeste do estado brasileiro de Mato Grosso.

## Características
Na língua enauenê-nauê, não há encontros consonantais e a estrutura silábica básica é vogal, ou consoante-vogal. Não há sílaba travada, do tipo consoante-vogal-consoante. A interrogação é marcada pela entonação e pela partícula la no fim da palavra. Um substantivo feminino é indicado pelo sufixo -lo, e o substantivo masculino é indicado pelo sufixo -re.

## Fonética
Os sons da língua enauenê-nauê são os seguintes:
|            | Labiais | Labiais | Alveolo-dentais | Alveolo-dentais | Alveolo-palatais | Alveolo-palatais | Palatais | Palatais | Velares | Velares | Velares labializadas | Velares labializadas | Glotais |
| ---------- | ------- | ------- | --------------- | --------------- | ---------------- | ---------------- | -------- | -------- | ------- | ------- | -------------------- | -------------------- | ------- |
|            | Surdas  | Sonoras | Surdas          | Sonoras         | Surdas           | Sonoras          | Surdas   | Sonoras  | Surdas  | Sonoras | Surdas               | Sonoras              | Surda   |
| Oclusivas  |         | b       | t               | d               |                  | d                | Ky       |          | K       |         | Kw                   |                      |         |
| Africadas  |         | b       |                 | d               |                  | d                |          |          |         |         |                      |                      |         |
| Nasais     |         | m       |                 | n               |                  |                  |          | ñ        |         |         |                      |                      |         |
| Semivogal  |         | w       |                 |                 |                  |                  |          |          |         |         |                      |                      |         |
| Vibrantes  |         |         |                 | ~i              |                  |                  |          |          |         |         |                      |                      |         |
| Laterais   |         |         |                 | l               |                  |                  |          |          |         |         |                      |                      |         |
| Fricativas |         |         | s               |                 | x                |                  |          |          |         |         |                      |                      | h       |

## Variações
Na língua enauenê-nauê, percebe-se a ocorrência de variantes geracionais (o dialeto dos jovens e o dos velhos) e de variação livre, ou seja, a substituição de um fone por outro sem perda de significado. Ex:
- t ~ d: atana = adana (trovão)
- k ~ g: agositi = akositi (vagina)
- l ~ r: awitaliti = awitariti (adolescente)
- d ~ l: datowa = latowa (amanhã)
- w ~ b: wera = bera (jirau)